# يان كوشيان
يان كوشيان (بالسلوفاكية: Ján Kocian)‏ (و. 1958  م) هو لاعب ومدرب كرة قدم سلوفاكي سابق ولد في زلاتى مورافتسى، درب منتخب اليمن لكرة القدم في 2018-2019.

## مسيرته الكروية
لعب يان كوشيان خلال مسيرته الاحترافية مع ناديين في خمسة عشر موسمًا وسجل خلالها 26 هدفًا ضمن 324 مباراة. ولم يفز بأي موسم بالكأس أو بالدوري.
خاض يان كوشيان مسيرته مع دوكلا بانسكا بيستريتسا ‏ في موسم 1978–79 ليلعب معه عشرة مواسم، مشاركًا في 195 مباراة سجل خلالها 18 هدفًا. ثم انتقل إلى نادي سانت باولي في موسم 1988–89 ليلعب معه خمسة مواسم، حيث شارك في 129 مباراة سجل خلالها 8 أهداف.

## روابط خارجية
- يان كوشيان على موقع الاتحاد الدولي (مؤرشف)  (الإنجليزية)
- يان كوشيان على موقع قاعدة بيانات كرة القدم.إي يو (الإنجليزية)
- يان كوشيان على موقع بيانات كرة القدم. دي إي (الألمانية)
- يان كوشيان على موقع ناشيونال فوتبول تيمز (الإنجليزية)
- يان كوشيان على موقع عالم كرة القدم.نت (الإنجليزية)